# Гусев (Чертковский район)
Гу́сев — хутор в Чертковском районе Ростовской области.
Входит в состав Маньковского сельского поселения.

## Население
| 2010 |
| ---- |
| 393  |

## Улицы
- ул. Мира,
- ул. Молодёжная,
- ул. Садовая,
- ул. Центральная.